# Straat Kelang
Straat Kelang (Indonesisch: Selat Kelang), is een zeestraat in Indonesië in de provincie Molukken. De zeestraat scheidt het eiland Manipa, in het zuidwesten, van het eiland Kelang in het noordoosten. Het water vormt een verbinding tussen de Bandazee in het zuiden en de Ceramzee in het noorden. De op Manipa gelegen plaats Hulane en op Kelang gelegen Tahalupu liggen aan de Straat Kelang.